# Micruropus ciliodorsalis
Micruropus ciliodorsalis is een vlokreeftensoort uit de familie van de Micruropodidae. De wetenschappelijke naam van de soort is voor het eerst geldig gepubliceerd in 1915 door Sowinsky.